# Сенатская площадь
Сена́тская пло́щадь (в 1925—2008 годах — пло́щадь Декабри́стов) — одна из центральных площадей Санкт-Петербурга. Расположена у западной оконечности Александровского сада.

## Наименование
Первоначальное название Исакиевская площадь получило 20 апреля 1738 года, по находившейся на площади Исаакиевской церкви. С 1770-х годов возникло название Петровская площадь, в связи с тем. что на площади определилось место для памятника Петру I. Параллельно с 1820-х годов появляется неофициальное название Сенатская площадь, по находившемуся там Сенату.
15 августа 1890 года по высочайшему повелению названа площадь Петра Первого. В 1923 году получила название площадь Декабристов, в память о декабрьском восстании 1825 года происходившем на этой площади.
Современное название Сенатская площадь получила в 2008 году.

## История
Сенатская площадь была названа так в 1763 году после размещения на ней правительственного учреждения Сената. Для нужд государства был приспособлен бывший особняк вице-канцлера Бестужева-Рюмина. В настоящее время — резиденция Конституционного Суда Российской Федерации.
Сенатская площадь является одной из самых старых площадей Санкт-Петербурга. Она начала формироваться уже в 1704 году, первоначально как часть гласиса при Адмиралтействе. Адмиралтейство задумывалось не только как верфь, но и как крепость. Поэтому вокруг него и понадобилось создать свободное пространство.
Южную часть будущей Сенатской площади ограничивал Адмиралтейский канал, по которому к верфи сплавляли брёвна.
Когда Адмиралтейство потеряло своё значение как крепость, этот участок гласиса принял значение городской площади. В 1710 году здесь, на берегу Невы, построили первое деревянное здание Исаакиевской церкви. Позже оно перестраивалось в камне, но не смогло долго просуществовать на низком болотистом берегу реки. В итоге Исаакиевский собор стал ограничивать противоположную (южную) часть Сенатской площади.
С 1727 года от Сенатской площади к противоположному берегу Невы наводился наплавной плашкоутный Исаакиевский мост.
В юго-восточной части площади, на её углу с Английской набережной, находилось фахверковое здание — дворец князя Меншикова. После смерти князя оно было передано вице-канцлеру А. Остерману, а в 1744 году — канцлеру А. П. Бестужеву-Рюмину. Для нового владельца здесь было построено здание в стиле барокко. После восшествия на престол Екатерины II сюда из здания Двенадцати коллегий переехал Сенат. С этого момента (с 1763 года) площадь стала именоваться Сенатской.
В 1782 году на площади был открыт памятник Петру I («Медный всадник»). После этого события площадь получила новое название — Петровская площадь. Однако среди петербуржцев это название не прижилось, площадь по-прежнему в обиходе называли Сенатской.
В 1820 году у въезда на Исаакиевский мост был сооружён гранитный береговой устой.
К 1823 году с постройкой нового здания Адмиралтейства окончательно сформировалась восточная часть Сенатской площади. В 1834 году было завершено строительство здания Сената и Синода.
14 (26) декабря 1825 года у подножия памятника Петру I выстроились восставшие полки, отказавшиеся дать присягу новому царю Николаю I. Всего на площади было около трёх тысяч восставших, которые были окружены уже принявшими присягу войсками. На этом месте выстрелом П. Г. Каховского был смертельно ранен Санкт-Петербургский военный генерал-губернатор, граф Михаил Милорадович. Восстание было подавлено.
В 1874 году Сенатская площадь стала частью устроенного у Адмиралтейства Александровского сада. У памятника Петру I были разбиты клумбы и газоны, посажены низкорослые деревья. Со стороны Исаакиевского собора посадили дубы. Между памятником и аллеей устроили альпийскую горку.
В 1890 году часть сада у «Медного всадника» упразднили. Освободившееся пространство переустроили в площадь, замостили булыжником. Здесь был построен павильон для укрытия от дождя, разобранный в 1903 году за ветхостью.
В 1925 году к 100-летию восстания декабристов площадь переименовали в площадь Декабристов. В 2008 года площади возвращено историческое имя — Сенатская площадь.
На площади, у «Медного всадника», 14 декабря 1975 года прошла демонстрация диссидентов в память о декабристах.

## Достопримечательности

### Здание Сената (Сенатская площадь, дом 1,Английская набережная, дом 2,Галерная улица, дом 1)
Правительствующий Сенат или Конституционный суд Российской Федерации. Построено в 1829-1834 годах по проекту архитектора К.И. Росси. Два здания в стиле позднего классицизма или русского ампира, соединены триумфальной аркой, перекинутой над Галерной улицей для двух государственных органов управления Российской империи: Сената и Святейшего Правительствующего Синода. Фасад здания Сената отмечен восьмиколонными портиками коринфского ордера, лоджиями, гранитными лестницами и пандусами, к Неве обращен фасад отмеченный изогнутой по дуге монументальной колоннадой. В 1925 году в здании разместился Российский государственный исторический архив. В мае 2008 года в здание Сената переехал Конституционный суд Российской Федерации. На здании размещена мемориальная доска с надписью: «На этой площади (б. Сенатской) 14(26) декабря 1825 года произошло восстание декабристов, первое в России вооруженное восстание против самодержавия».

### Медный всадник (Сенатская площадь, дом 2)
Памятник Петру I или Медный всадник. Создан в 1768–1778 годах под руководством французского скульптора Э.М. Фальконе, открыт 7 (18) августа 1782 года. Памятник изготовлен из бронзы литейным мастером Е.М. Хайловым, установлен на гранитный «гром-камень» весом более 1000 т. Пётр изображен в подчёркнуто динамическом состоянии. Постамент в виде громадной скалы — символ преодолённых Петром I трудностей, а введённая в композицию змея представляет собой остроумную находку в решении задачи по обеспечению статической устойчивости монумента. Её появление под ногами вздыбленного коня достаточно убедительно объясняется тем, что она изображает «враждебные силы». И только венок из лавра, венчающий голову, да меч, висящий у пояса, указывают на роль Петра как полководца-победителя.

- Вид на Сенатскую площадь с колоннады Исаакиевского собора
- Арка над Галерной улицей
- Здание Сената
- Медный всадник

## Транспорт
Ближайшие станции метро к площади:  «Адмиралтейская» (пешком до площади 1 км),  «Невский проспект» (1,6 км).